# Taça João Ferrer de 1907
Foi a primeira edição da Taça João Ferrer. Torneio Extra-Oficial promovido pela Companhia Progresso Industrial do Brasil
Todas as partidas foram disputadas no campo da Rua Ferrer, em Bangu.
O Bangu foi campeão de forma avassaladora após aplicar grandes goleadas, como o 14 a 0 no Cascadura e 10 a 0 no Brasil.

## Participantes
- OBS: O Cascadura abandonou a competição após a 4ª rodada, devido a ser a equipe mais fraca e não ter mais chances de sair da última posição.

## Tabela
| 26 de maio | Esperança | 8 - 0 | Cascadura | Campo da Rua Ferrer |
|            |           |       |           |                     |

| 2 de junho | Bangu | 10 - 0 | Brasil | Campo da Rua Ferrer |
|            |       |        |        |                     |

| 9 de junho | Bangu | 5 - 0 | Esperança | Campo da Rua Ferrer |
|            |       |       |           |                     |

| 16 de junho | Brasil | 4 - 1 | Cascadura | Campo da Rua Ferrer |
|             |        |       |           |                     |

| 14 de julho | Esperança | 2 - 1 | Brasil | Campo da Rua Ferrer |
|             |           |       |        |                     |

| 21 de julho | Bangu | 14 - 0 | Cascadura | Campo da Rua Ferrer |
|             |       |        |           |                     |

| 28 de julho | Bangu | 3 - 0 | Brasil | Campo da Rua Ferrer |
|             |       |       |        |                     |

| 18 de agosto | Esperança | 2 - 1 | Cascadura | Campo da Rua Ferrer |
|              |           |       |           |                     |

| 25 de agosto | Brasil | 2 - 1 | Esperança | Campo da Rua Ferrer |
|              |        |       |           |                     |

| 15 de setembro | Bangu | WO - O | Cascadura | Campo da Rua Ferrer |
|                |       |        |           |                     |

| 22 de setembro | Bangu | 4 - 1 | Esperança | Campo da Rua Ferrer |
|                |       |       |           |                     |

| 29 de setembro | Brasil | WO - O | Cascadura | Campo da Rua Ferrer |
|                |        |        |           |                     |

## Classificação Final
| Classificação Final | Classificação Final | Classificação Final | Classificação Final | Classificação Final | Classificação Final | Classificação Final | Classificação Final | Classificação Final | Classificação Final | Classificação Final |
| Times               | Times               | Pts                 | J                   | V                   | E                   | D                   | GP                  | GC                  | SG                  |                     |
| ------------------- | ------------------- | ------------------- | ------------------- | ------------------- | ------------------- | ------------------- | ------------------- | ------------------- | ------------------- | ------------------- |
| 1                   | Bangu               | 12                  | 6                   | 6                   | 0                   | 0                   | 36                  | 1                   | +35                 |                     |
| 2                   | Esperança           | 6                   | 6                   | 3                   | 0                   | 3                   | 14                  | 13                  | +1                  |                     |
| 2                   | Brasil              | 6                   | 6                   | 3                   | 0                   | 3                   | 7                   | 17                  | -10                 |                     |
| 4                   | Cascadura           | 0                   | 6                   | 0                   | 0                   | 6                   | 2                   | 28                  | -26                 |                     |

## Campeão
| Taça João Ferrer de 1907         |
| -------------------------------- |
| Bangu Atlético Clube (1º título) |